# Канчелльери, Франческо
Франческо Джироламо Канчельери (итал. Francesco Girolamo Cancellieri; 10 октября 1751, Рим — 29 декабря 1826, Рим) — итальянский историк и археолог.
В 1773 прославился изданием неизданного ранее отрывка из XLI книги Тита Ливия, найденного в Ватикане. За разнообразные труды был прозван новым Варроном.
Написал, помимо прочего
- «De Secretariis basilicae Vaticanae» (Рим, 1786 и сл.);
- «Le Sette cose fatali di Roma antica» (Рим, 1812);
- «Biblioteca Pompejana» (Рим, 1813);
- «Memorie delle vita ed opere del Pittore errante» (Рим, 1824) и пр.